# Nuevo Cueytzén
Nuevo Cueytzén är en ort i Mexiko.   Den ligger i kommunen Tanlajás och delstaten San Luis Potosí, i den centrala delen av landet, 250 km norr om huvudstaden Mexico City. Nuevo Cueytzén ligger 86 meter över havet och antalet invånare är 679.
Terrängen runt Nuevo Cueytzén är kuperad åt sydost, men åt nordväst är den platt. Terrängen runt Nuevo Cueytzén sluttar norrut. Runt Nuevo Cueytzén är det ganska tätbefolkat, med 111 invånare per kvadratkilometer. Närmaste större samhälle är Tancanhuitz de Santos, 14,6 km sydväst om Nuevo Cueytzén. I omgivningarna runt Nuevo Cueytzén växer huvudsakligen savannskog.